# Álvares Machado (kommun)
Álvares Machado är en kommun i Brasilien.   Den ligger i delstaten São Paulo, i den södra delen av landet, 800 km sydväst om huvudstaden Brasília. Antalet invånare är 23 506.
Följande samhällen finns i Álvares Machado:
- Álvares Machado

Trakten runt Álvares Machado består i huvudsak av gräsmarker. Runt Álvares Machado är det tätbefolkat, med 849 invånare per kvadratkilometer.